# Tundama (película)
Tundama (Tundama y el templo del sol) es una película de animación en 3D colombiana estrenada el 20 de julio de 2020. Dirigida por Diego y Edison Yaya, contó con las voces de Leonardo Castellanos, Zulma Rincón, Omar Moyano, Óscar Peraffán y Magdalena Sánchez. La realización de la película tardó aproximadamente seis años y contó con la participación de 75 profesionales. Ante la contingencia generada por la pandemia del COVID-19, Tundama fue una de las primeras producciones cinematográficas colombianas estrenadas en formato de autocine.

## Sinopsis
El valiente cacique Tundama enfrenta la devastadora llegada de los españoles a América. En medio de esta feroz batalla, dos niños en busca de su hermana secuestrada quedan en medio del conflicto de culturas y sacan a flote todo tipo de sentimientos que hasta entonces tenían profundamente escondidos.

## Reparto de voces
- Leonardo Castellanos es Tundama.
- Zulma Rincón es Tai.
- Omar Moyano es Maldonado.
- Óscar Peraffán es González Jiménez.
- Magdalena Sánchez es la Madre.
- Martha Huertas es la Diosa.
- Camilo Mejía es Fernán Pérez.